# 比較文学
比較文学（ひかくぶんがく）は、文学の一分野。各国の文学作品を比較して、表現・精神性などを対比させて論じる立場。

## 概況
1886年、ニュージーランドのハッチソン・マコーレー・ポスネットという学者が『比較文学』（Comparative Literature)という著書を出している。20世紀始めのフランスで、Littérature comparéeとして、ゲーテのフランス文学への影響を論じるような形で、フェルナン・バルダンスペルジェによってパリ大学に講座が設けられたが、狭義では複数の国の文芸の影響関係を実証的に研究するもので、これをフランス派比較文学という。
第二次大戦後の米国で、ニュー・クリティシズムの手法を用いて、特に関係のない文学作品同士を「比較」する試みが行われるようになり、これをアメリカ派比較文学というが、狭義のそれに対して、対比研究（contrastive studies)という。一時、『老人と海』と『山の音』における老年の問題といった対比研究も行われたが、あまりに実証性に乏しく恣意的であるため、主流とはなっていない。
それとは別に、エーリヒ・アウエルバッハの『ミメーシス』、ポール・アザールの著作などが、人間の普遍性を前提とした文芸・文化批評として、比較文学の先駆とされている。
その後、構造主義以降の、ロシア・フォルマリズムの系譜を引く物語分析、コンスタンツ学派の受容理論、ロラン・バルトの「作者の死」、ジュネーヴ学派のテーマ批評、精神分析批評、フェミニズム批評などが盛んになると、複数の国の文学作品を単に「比較」することを超えた文学批評や理論的な思考、学際性を帯びた研究が、比較文学の内部に包括されるようになった。
西洋では、テリー・イーグルトン、エドワード・サイード、ガヤトリ・スピヴァクなども比較文学者を名乗っている。彼らは理論的な思考や隣接する学問の知見を参照し展開させていく能力に秀でており、また文学研究の政治性を意識化するための方途を示した。ほぼ同時代には、ハロルド・ブルームのように、人間や文学の西洋中心的な普遍性を奉じる比較文学も少なくない。

## 日本の状況

### 黎明期
日本では坪内逍遥が「比照文学」の名で西洋の比較文学を紹介したが、逍遥自身の実践は、『ユリシーズ』が「百合若大臣」に影響したといったものでしかなく、しかもこの説は疑問視されている（詳細は井上章一著に記されている）。
1954年、日本の大学で初めて比較文学の講座が設けられたのは東京大学で、英文学者の島田謹二が、人文科学研究科に新設された比較文学比較文化研究室の初代主任となり、今日に至っている。「比較文化」がついているのは、当時担当だった教員の中に、哲学専攻の教官がいたためである。

### 大学での研究
1996年には、大阪大学文学部に比較文学専攻課程が設けられ、東京大学比較文学出身の内藤高が主任教授となって今日に至るが、依然として比較文学専攻課程を設ける大学は少ない。文学研究自体が社会から無用視される中、岐路に立たされている。比較文学の大学院を修了しても学究を志す場合、比較文学の教員ポスト自体がほとんどない。多くは既存の諸学科のどれかに職を求める。
東京大学の比較文学に学んだ者の中から、芳賀徹、平川祐弘、亀井俊介、小堀桂一郎が輩出し、東京大学教授として「四天王」と呼ばれ、同研究室を支えたが、うち亀井はアメリカ文化研究に移行した。芳賀、平川はその博識をもって多様な手法を編み出したが、小堀と合わせて日本中心的な志向性が目立ち、彼らの退官以後、状況は混沌としている。四天王は、ジャーナリズムへの露出が多いことでも異彩を放ったが、この手法を受け継いでいるのは四方田犬彦である。また芳賀の、文学と美術の比較越境的研究の志向を受け継いだのが、現在東京大学比較文学教授の今橋映子である。
1948年、日本比較文学会が設立されたが、当初の中心人物は初代会長の中島健蔵、二代目会長の福田陸太郎、太田三郎であり、島田謹二と仲が悪く、東大比較文学会とは一線を画していたが、1980年代に和解がなり、1999年、東京大学教授の川本皓嗣が5代目会長となり、以後は東京大学比較文学出身者が会長の座に就いている。日本比較文学会の非東京大学系の学者として、歴代会長の河竹登志夫、中西進のほか、富田仁、松村昌家、剣持武彦、小玉晃一、児玉実英、池谷敏忠、小田桐弘子らがいる。
日本の比較文学は、当初は、近代日本文学に対する西洋文学の影響の実証研究をともに中心としていた。なおほかに和漢比較文学会もあるが、もともと古典研究においては漢文学からの影響を研究するのは半ば当然のことであり、昨今は日本近代文学研究者も普通に西洋の作品を参照するため、比較文学の独自性は疑問にさらされつつある。また、西洋人の日本研究家との共同作業をもって比較文学とすることもあるが、これは学問内容の呼称とはいえない。
近年では、構造主義以降のポストコロニアリズムやカルチュラル・スタディーズの隆盛を受けて、従来の比較文学に顕著であった文化本質主義的な問題設定が批判されている。この方向での議論は、E・サイードやG・スピヴァクといった比較文学者から出発したものであったが、地域研究や社会学、歴史学、経済史や哲学などと関心を共有しており、同時代的な学際性に棹さすものとなっている。それらは、かつての比較文学を根本から支えていた国民文化や伝統文化などをめぐる観念の歴史的な由来を明らかにしたり、政治や権力などの視点からそれらの価値を相対化するために、当然ながら、文化保守主義者たちの情緒的な反発をしばしば引き起こしている。
日本比較文学会の学会誌として年一回刊行の『比較文学』、また東京大学比較文学会のものとして年二回刊行の『比較文学研究』がある。日本比較文学会では1995年から、若手を対象とした日本比較文学会賞を出している。
| 年     | 代     | 氏名               | 肩書（当時）                                  |
| ------ | ------ | ------------------ | --------------------------------------------- |
| 1977年 | 第2代  | 福田陸太郎         | 東京教育大学名誉教授                          |
| 1985年 | 第3代  | 河竹登志夫         | 早稲田大学教授                                |
| 1993年 | 第4代  | 中西進             | 筑波大学名誉教授 国際日本文化研究センター教授 |
| 1999年 | 第5代  | 川本皓嗣           | 東京大学名誉教授                              |
| 2003年 | 第6代  | 私市保彦           | 武蔵大学名誉教授                              |
| 2007年 | 第7代  | 井上健             | 東京大学教授                                  |
| 2011年 | 第8代  | 大嶋仁             | 福岡大学教授                                  |
| 2015年 | 第9代  | 西成彦             | 立命館大学教授                                |
| 2019年 | 第10代 | ソーントン不破直子 | 日本女子大学名誉教授                          |
| 2023年 | 第11代 | 菅原克也           | 東京大学名誉教授 武蔵野大学教授               |